# بمباران عشق

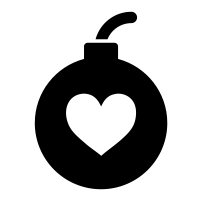
در حالی که برای اهداف مثبت و منفی استفاده می‌شود، بمباران عشقی به عنوان بخشی احتمالی از یک چرخه سوء استفاده شناخته می‌شود.

بمباران عشق (انگلیسی: Love bombing) تلاشی برای تحت تأثیر قرار دادن فرد از طریق نمایش‌های اغراق‌آمیز توجه و علاقه است. این روش می‌تواند به روش‌های مختلف و برای اهداف مثبت یا منفی به کار رود. روانشناسان بمباران عشقی را بخشی احتمالی از یک چرخه سوء استفاده شناسایی کرده و نسبت به آن هشدار داده‌اند. همچنین به عنوان دستکاری روانی به منظور ایجاد احساس اتحاد در یک گروه در برابر جامعه ای که به عنوان خصمانه تلقی می‌شود، توصیف شده‌است. در سال ۲۰۱۱، الیور جیمز، روان‌شناس بالینی، در کتاب خود با عنوان «بمباران عشق: ترموستات احساسی فرزندتان را تنظیم مجدد کنید» از بمباران عشق برای والدین به‌عنوان راهی برای رفع مشکلات عاطفی فرزندانشان طرفداری کرد.

## تعریف و تحلیل
تعبیر «بمباران عشق» توسط اعضای کلیسای اتحاد ایالات متحده در طول دهه ۱۹۷۰ ابداع شد و توسط اعضای خانواده بین‌المللی نیز استفاده شد. استاد روان‌شناسی مارگارت سینگر در مورد این مسئله هم گزارشی منتشر کرده‌است.

## روابط آزاردهنده
شبکه‌های اجتماعی مدرن می‌توانند تأثیر بمباران را تشدید کنند، زیرا به فرد سوءاستفاده‌گر امکان برقراری تماس و ارتباط تقریباً دائمی با قربانی را می‌دهند. [۸] یکی از نشانه‌های عشق‌بمباران در ابتدای یک رابطه، توجه شدید در مدت زمان کوتاه و فشار برای تعهد بسیار سریع است.